# Верхние Кропачи
Верхние Кропачи — деревня в Слободском районе Кировской области в составе Денисовского сельского поселения.

## География
Находится на расстоянии примерно 1 км на север от районного центра города Слободской недалеко от правого берега Вятки.

## История
Известна с 1873 года, когда здесь (деревня Верховская или Кропачи) учтено дворов 17 и жителей 112, в 1905 23 и 167, в 1926 22 и 89, в 1950 26 и 93. В 1989 году проживало 82 человека . 

## Население
Постоянное население  составляло 93 человека (русские 100%) в 2002 году, 140 в 2010.